# Śpiąca piękność
Śpiąca piękność (ang. Sleeping Beauty) – australijski dramat filmowy z 2011 roku w reżyserii Julii Leigh, będący jej pełnometrażowym debiutem. 
Zdjęcia kręcono w Sydney. Premiera filmu miała miejsce 12 maja 2011 roku w konkursie głównym na 64. MFF w Cannes.

## Fabuła
Historia młodej studentki Lucy, która dorabia na życie pracując jako dziewczyna do towarzystwa, polując na biznesmenów i starszych mężczyzn w jednym z klubów. Dziewczyna, prowadzi nieco wyalienowany styl życia, dzieląc czas między studia i swoje dyskretne zajęcie a kontakty z przyjacielem, uzależnionym od narkotyków dziwakiem i samotnikiem Birdmannem. W obliczu kłopotów z pracą i mieszkaniem odpowiada na ogłoszenie w studenckiej prasie i trafia do ekskluzywnego domu publicznego, prowadzonego przez Clarę, spełniającego najbardziej wysublimowane, perwersyjne i często odrażające zachcianki swoich elitarnych klientów.

## Obsada
- Emily Browning – Lucy
- Rachel Blake – Clara
- Ewen Leslie – Birdmann
- Michael Dorman – Cook
- Anni Finsterer – fryzjerka w pociągu
- Nathan Page – biznesmen